# 5845 Девідбрюстер
5845 Девідбрюстер (інші назви — (5845) 1988 QP (1988 QP, 1972 TY5, 1986 GP2, 1991 BX1, 1993 OF5) — астероїд головного поясу. Відкритий 19 серпня 1988 року Робертом Макнотом. Названий на честь шотландського фізика, президента Королівського товариства Единбурга Девіда Брюстера.
Тіссеранів параметр щодо Юпітера — 3,199.